# Sharon Wichman
Sharon Wichman (Fort Wayne, 13 de maio de 1952) é uma ex-nadadora dos Estados Unidos, ganhadora de uma medalha de ouro e uma de bronze nos Jogos Olímpicos da Cidade do México em 1968. 
Entrou no International Swimming Hall of Fame em 1991.